# Strada facendo (Max Pezzali, Nek e Francesco Renga)
Strada facendo è un singolo dei cantautori italiani Max Pezzali, Nek e Francesco Renga, pubblicato l'11 febbraio 2018 come unico estratto dall'album dal vivo Max Nek Renga, il disco.

## Descrizione
La canzone è una cover del celebre successo di Claudio Baglioni del 1981. Viene presentata dai tre artisti in qualità di superospiti italiani durante la serata finale del 68º Festival di Sanremo, dove per l'occasione viene eseguita assieme allo stesso Baglioni. Viene trasmessa in rotazione radiofonica e pubblicato in download digitale l'11 febbraio 2018 e anticipa l'album Max Nek Renga, il disco, in uscita il 9 marzo dello stesso anno.

## Video musicale
Il video della canzone è diretto da Gaetano Morbioli ed è una sorta di diario del viaggio musicale nei palasport dei tre cantanti.

## Tracce
1. Strada facendo – 4:50